# Blokád
A blokád valamely terület erő alkalmazásával történő lezárása, a közlekedés, a személy- és áruforgalom egészének vagy egy részének megakadályozása, blokkolása. Háborúban valamely állam egészének vagy bizonyos területeinek körülzárása, külső kapcsolatoktól történő elszigetelése. Békében is az erőszakos beavatkozás egyik formája. Formái lehetnek a tengerzár, a tengeri blokád, az ostromzár, a gazdasági blokád, azaz valamely ország elzárása gazdasági vagy katonai intézkedésekkel bizonyos áruk be- és kivitelétől illetve általában a külkereskedelem lehetőségétől.
A nemzetközi jog szerint a viszályok rendezésének megengedhetetlen módja.

## Története
A blokád leggyakoribb formájára, a tengeri blokádra a hajózás fejlődésével párhuzamosan már évezredek óta voltak próbálkozások, de az első nagy méretű és teljes, sikeres tengeri blokádot a brit Royal Navy valósította meg a hétéves háború (1754–1763) idején Franciaország ellen. A Quiberon-öböli csata során aratott döntő győzelem után a britek szoros blokád alá vonták a francia tengerpartokat mind az atlanti, mind a földközi-tengeri partokon, ami megakadályozta a francia tengeri kereskedelmet és súlyos károkat okozott az egész francia gazdaságnak.

## Fordítás
- Ez a szócikk részben vagy egészben  a   Blockade című angol Wikipédia-szócikk ezen változatának fordításán alapul.  Az eredeti cikk szerkesztőit annak laptörténete sorolja fel. Ez a jelzés csupán a megfogalmazás eredetét és a szerzői jogokat jelzi, nem szolgál a cikkben szereplő információk forrásmegjelöléseként.